# Silvana Imam
Pour les articles homonymes, voir Silvana et Imam.
Silvana Imam (née le 19 septembre 1986 à Klaipėda (Lituanie), est une rappeuse et militante suédoise.

## Biographie
Elle devient connue dans son pays grâce à son premier album Rekviem.
Depuis 2014, Silvana Imam est en couple avec la chanteuse suédoise Beatrice Eli.
Elle fait l'objet d'un documentaire qui filme trois années de sa vie, Silvana.

## Discographie

### Albums
- 2013 : Rekviem
- 2016 : Naturkraft
- 2019 : Helig Moder